# Ustronie Morskie
Ustronie Morskie (Henkenhagen fino al 1945) è un comune rurale polacco del distretto di Kołobrzeg, nel voivodato della Pomerania Occidentale.
Ricopre una superficie di 57,27 km² e nel 2006 contava 3 613 abitanti.
Altre località:
- Gwizd (Quid)
- Kukinia (Alt Quetzin)
- Kukinka (Neu Quetzin)
- Rusowo (Rützow)
- Sianożęty (Ziegenberg)

Località minori: 
Olszyna (Ulrichshof), Bagicz (Bodenhagen), Grąbnica (Hundeberg) Jaromierzyce (Bocksberg) Malechowo (Malchowbrück), Wieniotowo (Wendhagen).